# 漢字直接輸入

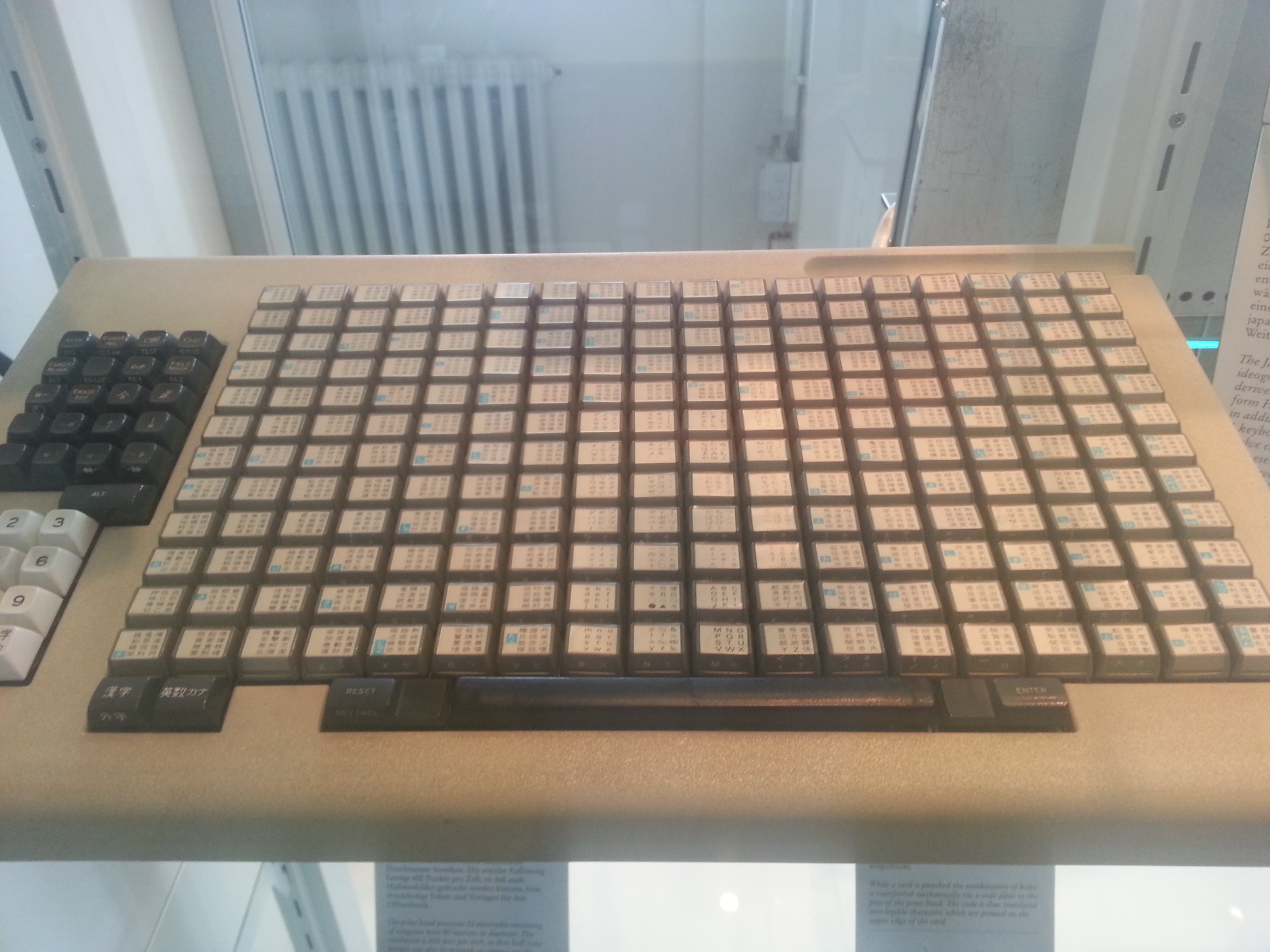
日本汉直键盘

漢字直接輸入（日语：／ kanji chokusetsu nyuryoku），是日文輸入法的一種類型，簡稱漢直（日语：／ kan choku）。

## 概述
在假名至漢字轉換中，電腦需要把人類從鍵盤讀取輸入的假名通過分析轉換為漢字假名混合文。然而漢直卻在人類輸入時直接指定漢字。因此，誤轉換不可能發生，此技能也能夠不看螢幕輸入。另一方面，打字用戶知道這個漢字是否可以輸入。
早期開始處理日語的時候（20世紀70年代至80年代初），大型計算機是通用計算機，也沒有假名至漢字轉換功能，並且儲存容量很小（在超大型機的記憶體只有256MB，磁碟約幾十GB）。因此，只能使用巨大的鍵盤來輸入漢字，每個按鍵一個漢字；或者直接使用計算機專用漢字代碼JIS代碼来直接輸入。

## 分類
漢直可以大致分為聯想式和非聯想式來指定字符。無論哪種方式，同一種击键方式總是輸出相同的字符。意此處並沒有假名漢字變換，因为輸出的字符僅取決於輸入的內容，不同操作也可能會輸出相同的文字。

### 非聯想式
用筆劃輸入那些漢字，不支持聯想。
- 2至4个组合按键指定一个字（T型碼、TUT代碼、G代碼、超绝技巧輸入等等）
- 由一個字符的讀取來指定。

### 聯想式
用筆劃輸入那些漢字，支持聯想。

## 相關文章
- 日文輸入法
- 無連想式漢字直接入力
- 連想式漢字直接入力
- 键盘布局
- 交ぜ書き変換
- 中文打字機
- 倉頡輸入法 - 主要用於香港特別行政區的漢字輸入法。把漢字分成兩至五個字根，它會不斷地從鍵盤輸入字根